# Проховицкий замок
Проховицкий замок (пол. Zamek w Prochowicach, нем. Schloss Parchwitz) — замок в городе Проховице Легницкого повята Нижнесилезского воеводства в Польше.

## История
Город, расположенный на броде через реку Качаву на пути из Вроцлава в Глогув, вероятно, был основан легницким паладином Ико Мироновичем в 1259 году. Примерно с 1400 года городом начал владеть род Зедлицев. Ее представитель, Отто фон Зедлиц, построил на месте предыдущего деревянного замка каменный, который вместе с башней и северным крылом образует сердцевину нынешнего комплекса. После 1562 года замком владели фельдмаршал Ганс фон Опперсдорф и Фабиан Шёнайх. Тогда было построено восточное крыло и южные ворота. После 1594 года Проховицы были резиденцией легницких князей.
Замок был сильно поврежден в 1642 году, во время Тридцатилетней войны. Его восстановили по указанию княгини Анны Софии Легницкой в 1658 году. После угасания линии легницких князей в 1675 году, замок перешел во владения императора Священной Римской империи. После 1820 года замок вновь оказался в частной собственности. В 1835 году графом Эрдманом Сильвиусом фон Пюклером был заложен ландшафтный парк рядом с замком. Очередной владелец замка граф Курт фон Страхвиц начал в 1905 году его реновацию.
В конце Второй мировой войны замок был поврежден и впоследствии отстроен. С 1990 года он находится в частной собственности. После очередной смены собственника замок был снова восстановлен.

## Архитектура
Комплекс состоит из трех параллельных частей здания, которые были соединены между собой раздробленным восточным крылом. С южной стороны находится брама, которая является главным въездом в замок. Замковая готическая башня походит еще с 1422 года. Смежная средняя часть здания датируется XVI-м веком. Во внутренний двор замка ведет портал с Атлантом и кариатидой. Древнейшим фрагментом замка является его северное крыло.

## Галерея

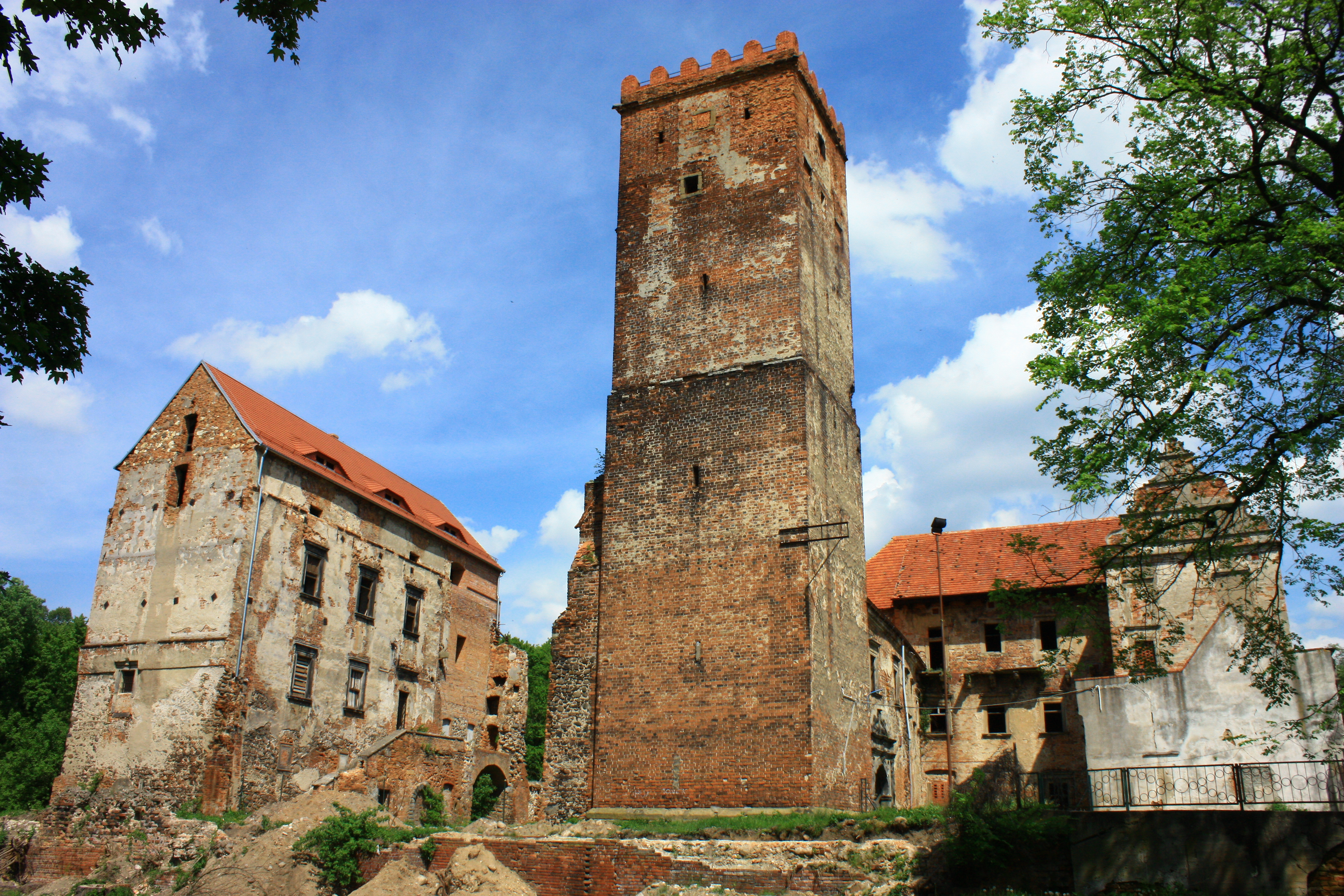
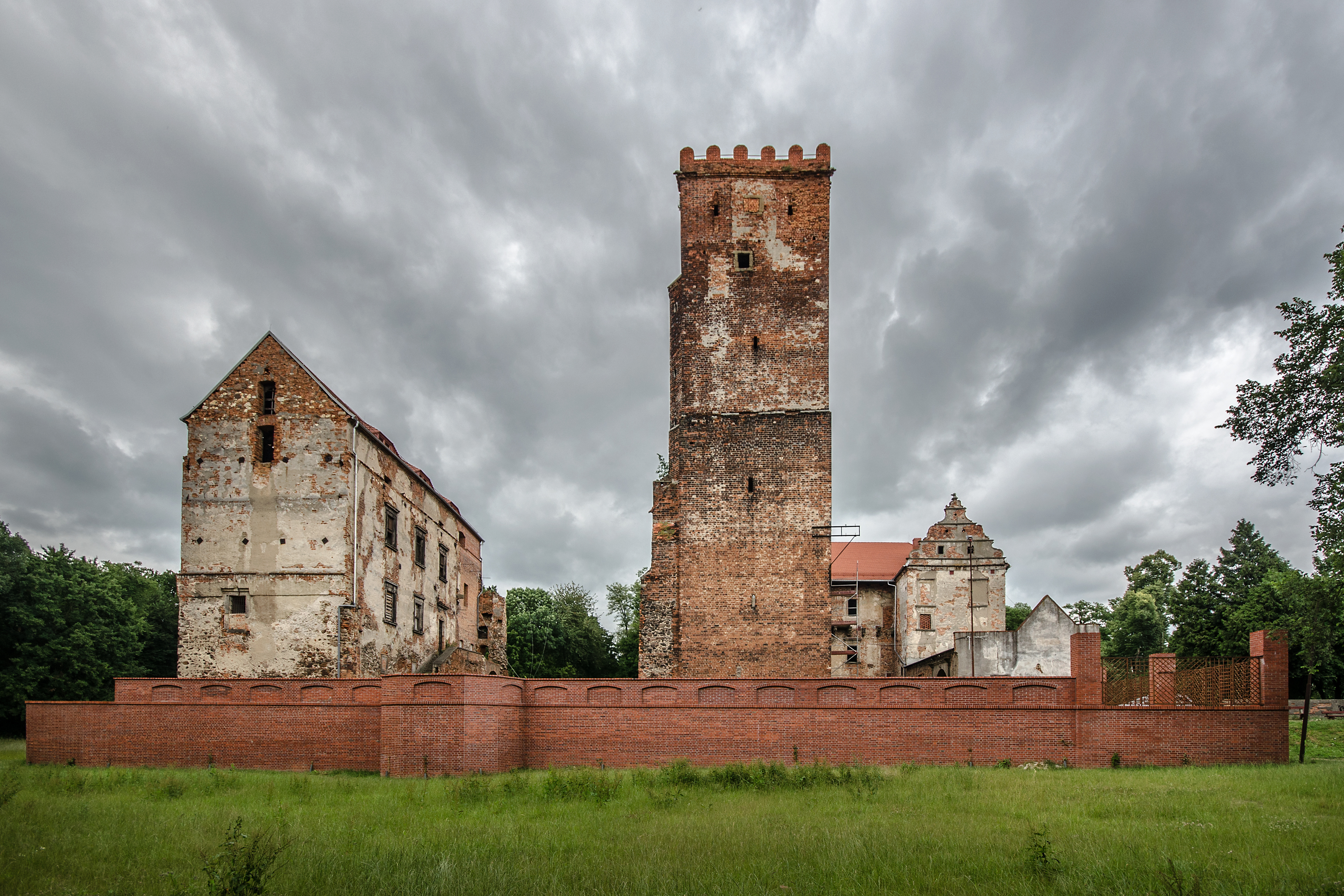
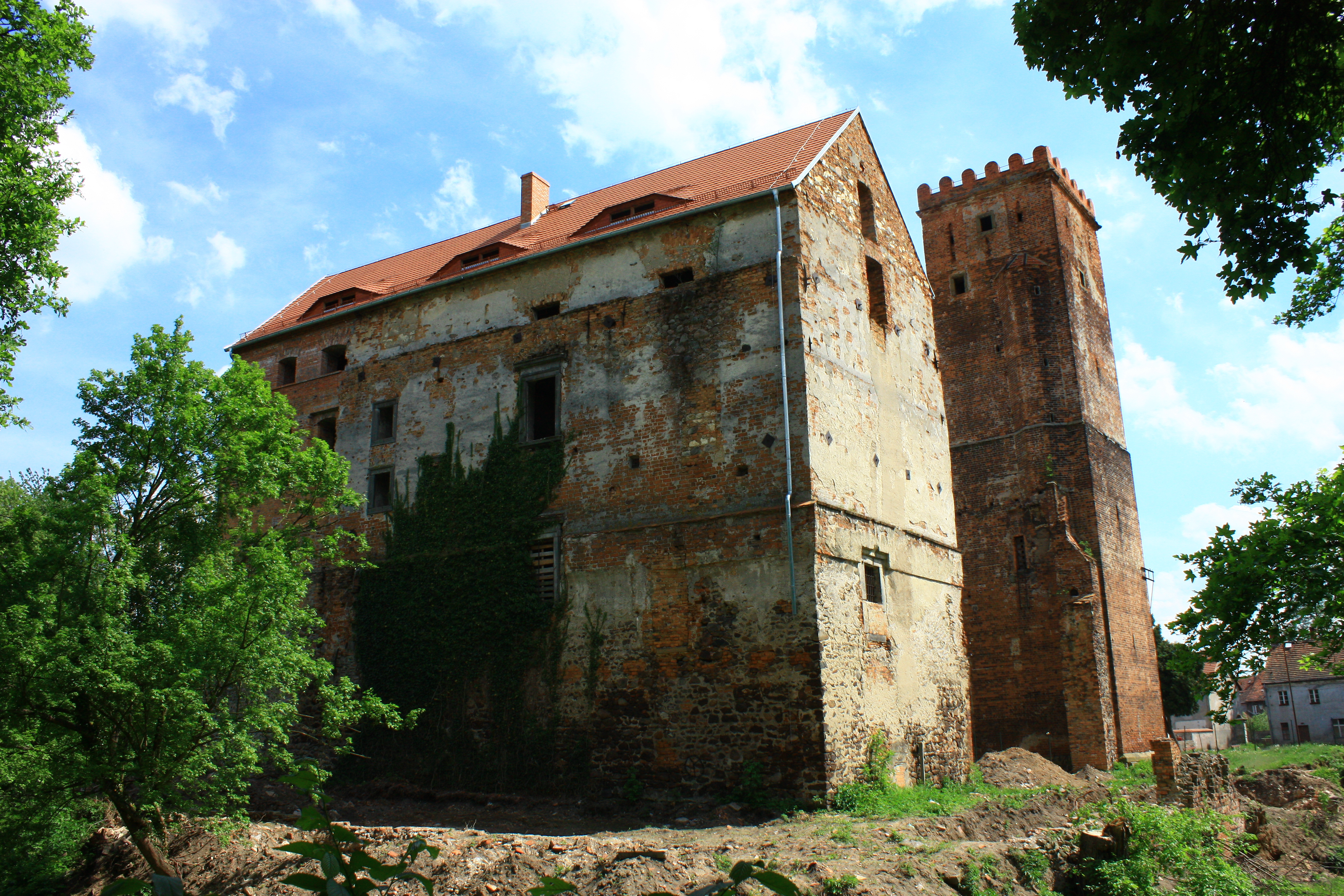
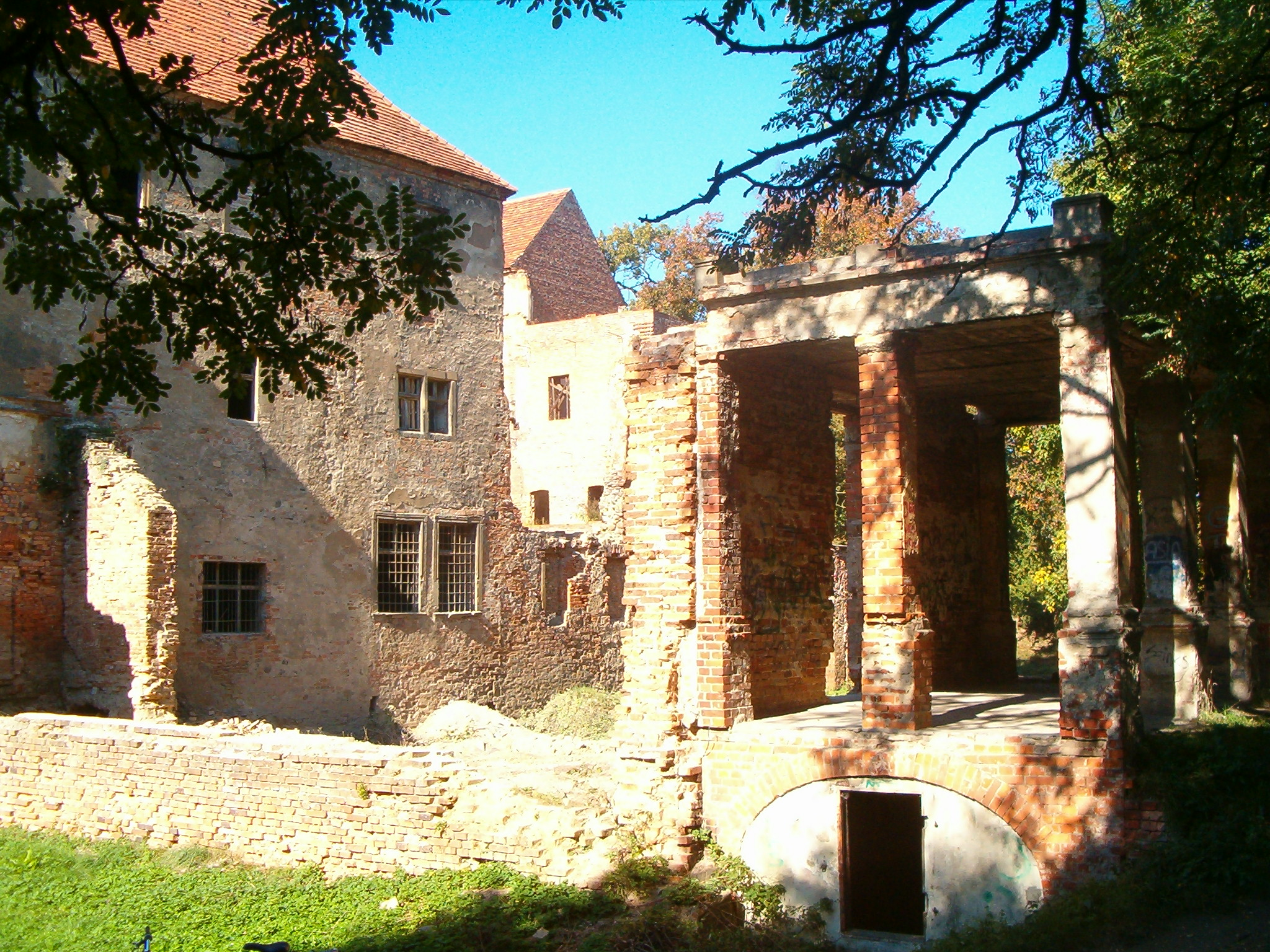